# Carrinho de bebê
Carrinho de bebê (português brasileiro) ou carrinho de bebé (português europeu) é um veículo sobre rodas, utilizado para transportar crianças. A criança geralmente fica sentada com o rosto voltado para a frente, porém existem carrinhos para recém-nascidos, nos quais o bebê permanece deitado, ou sentado com apoio, virado para a pessoa que empurra. Algumas versões mais modernas podem ser configuradas para carregar tanto um bebê deitado como a criança sentada.  Há também uma variedade de carrinhos duplos, que permitem carregar duas crianças ao mesmo tempo, podendo ser para gêmeos ou para crianças de idades diferentes.

## História
Em 1733, a pedido de um nobre inglês, o arquiteto William Kent projetou um carrinho de bebê. Construiu um cesto em forma de concha sobre rodas que as crianças pudessem sentar dentro, o carrinho era concebido para ser puxado por um cão ou por um pequeno pônei. Em 1840, o carrinho de bebê tornou-se extremamente popular. Em 1889, William H. Richardson patenteou um carrinho de bebê reversível, permitindo que o bebê ficasse de frente para os pais durante o passeio, entre outras mudanças. 

Até o inicio do século XX, estes carrinhos eram usados apenas por famílias ricas. Na década de 1920, os carrinhos começaram a ser produzidos em escala industrial, tornando-os acessíveis para grande parte da população. Em 1965, Owen MacLaren, engenheiro aeronáutico aposentado, criou o primeiro carrinho desmontável com estrutura de alumínino e capota retrátil. Sua motivação foi a sua filha, que passava por muitas dificuldades ao viajar com o filho para visitar o pai. Owen acabou fundando a empresa MacLaren Baby.  Desde os anos 1980, a indústria do carrinho de criança tem desenvolvido com novos recursos, a construção mais segura e mais acessórios.

## Hoje em dia
Hoje nos dias atuais o carrinho de bebê passa a ser fundamental no dia-a-dia dos pais. Prevê-se que o mercado global relacionados a produtos de bebê cresça exponencialmente nos próximos anos. Como exemplo o segmento de higiene pessoal, e cuidados pessoais de crianças que experimentou um aumento de 45,6% em vendas anuais dentro de cinco anos. Em 2011 que alcançava-se R$ 2,7 bilhões, em 2016 chegou ao patamar de R$ 3,93 bilhões.

Com tanta demanda e ofertas por produtos para as crianças, tem surgido cada vez mais opções e gerado dúvidas nos pais quanto a escolha do carrinho de bebê. Atualmente estes veículos vêm sendo feitos de aço ou alumínio, pois costumam não enferrujar e serem mais leves que outros tipos de materiais. E ainda todos eles precisam passar por verificação do INMETRO, órgão regulador do Brasil.. Várias marcar estão disponíveis no mercado nacional, entre elas a Chicco, Cosco, Maxi-Cosi, Burigotto, Multikids Baby, Tuty Baby, Galzerano, ABC Design entre outras.

## Galeria

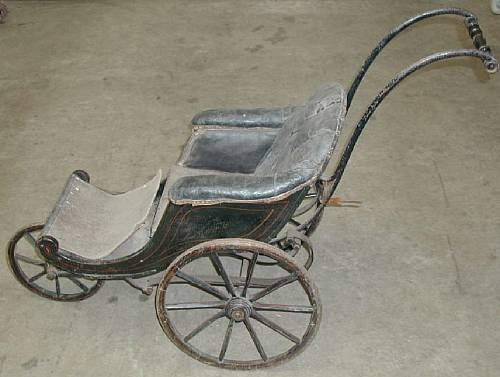
1840-1850
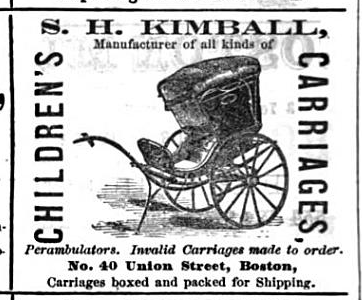
1868
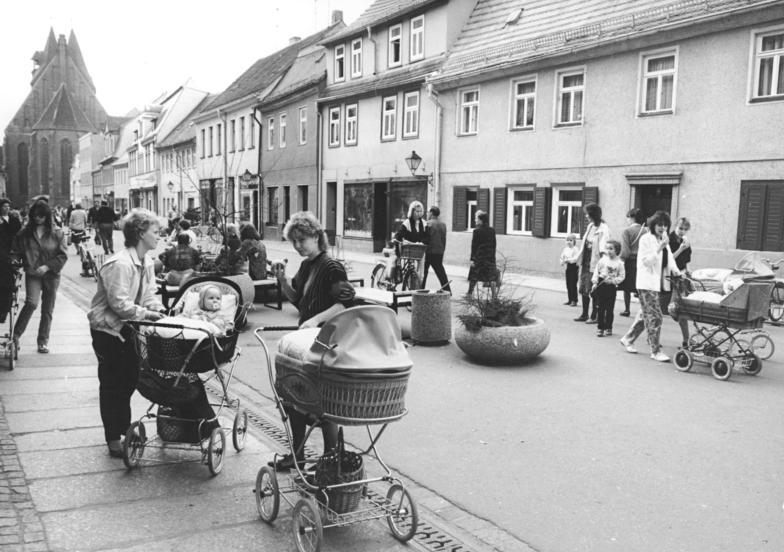
1889
1906

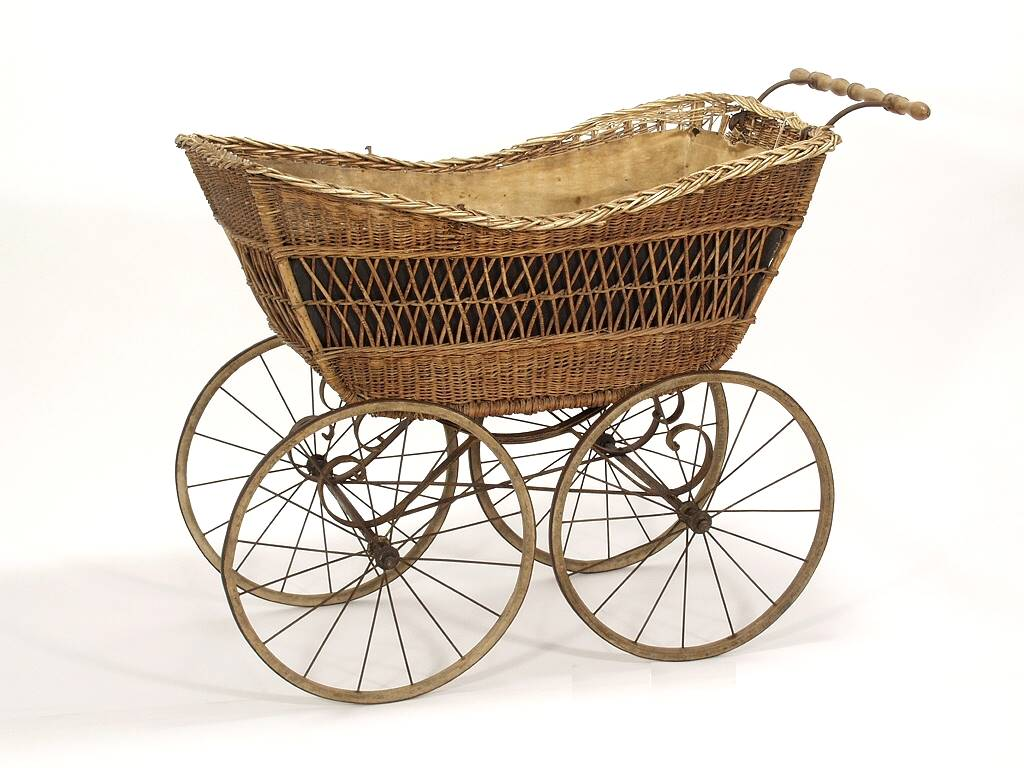
1910
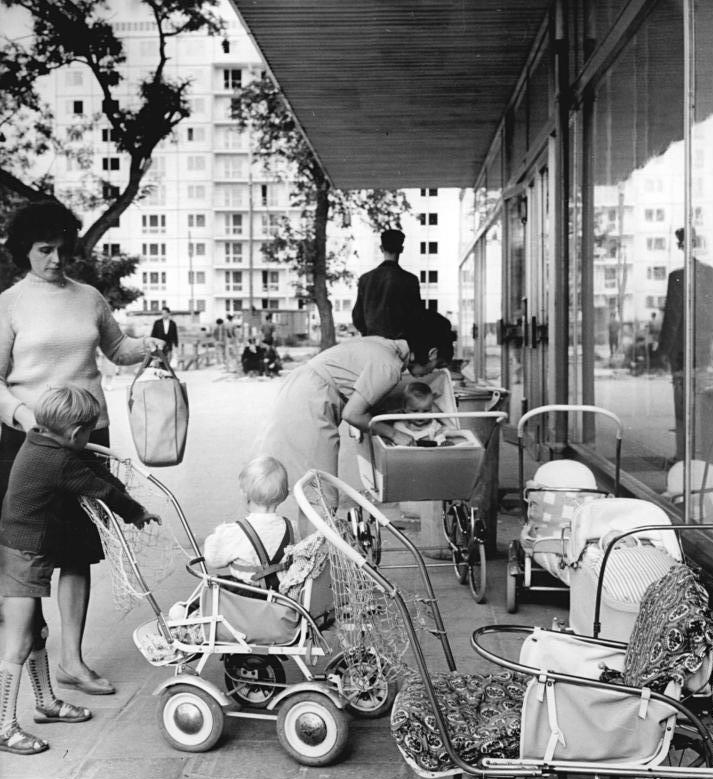
1965
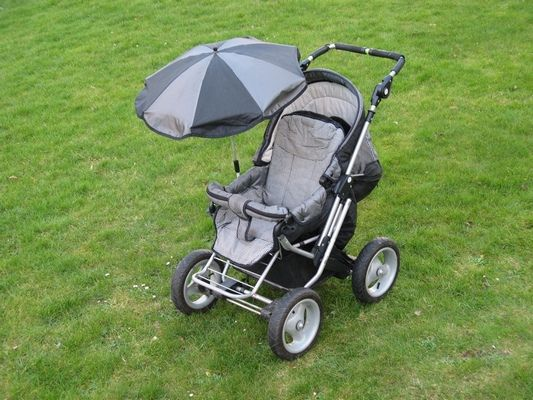
2004
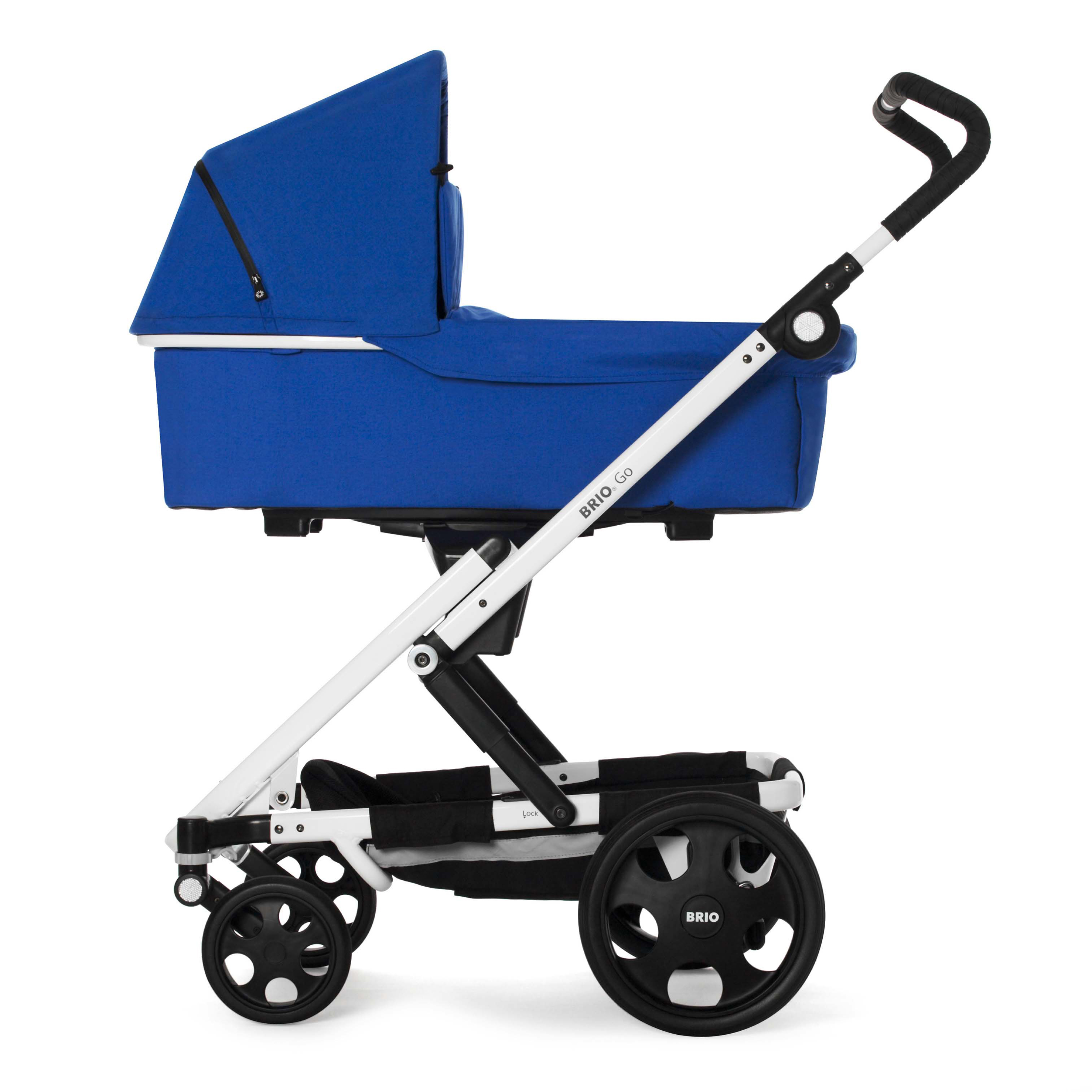
2008